# Arent Jan Wensinck
Arent Jan Wensinck (Aarlanderveen, 7 agosto 1882 – 19 settembre 1939) è stato un islamista olandese.
Arent Jan Wensinck fu un islamista, uno storico della teologia mistica siriaca e un docente di semitistica, assai apprezzato anche a livello internazionale.

## Biografia
Figlio di Johan Herman Wensinck, un Pastore della Chiesa Riformata olandese, e di Anna Sara Geertruida Vermeer, Arent Jan Wensinck nacque ad Aarlanderveen Dopo aver seguito i corsi ginnasiali ad Amersfoort e Leida, dal 1901 prese a frequentare le lezioni di Teologia nell'Università di Utrecht. Un semestre dopo cominciò a seguire i corsi di Lingue semitiche e sostenne brillantemente i suoi primi esami nel 1902, completati nel luglio del 1904 nell'Università di Leida, sotto la prestigiosa guida degli arabisti e islamisti nederlandesi Michael Jan de Goeje e Christiaan Snouck Hurgronje. Il 30 aprile 1906 si laureò in Lingua ebraica e Lingua aramaica, perfezionandosi quindi a Berlino e Heidelberg in Lingua siriaca e lingua araba. Il 18 marzo 1908 discusse la sua tesi Mohammed en de Joden te Medina (Mohammed e gli ebrei a Medina).
La sua attività professionale cominciò come insegnante di Lingua ebraica nelle scuole secondarie e come libero docente di Dialetti siriaci e di Lingua aramaica occidentale a Utrecht.

Allo stesso tempo, seguitò a studiare Teologia a Utrecht e in seguito frequentò l'insegnamento del turcologo e arabista Martin Theodoor Houtsma (1850-1943) . 
Nel 1912 Wensinck divenne professore di Ebraico nell'Università di Leida e il 3 ottobre di quello stesso anno sposò Maria Elisabeth Daubanton. Dal matrimonio nacquero due figli e due figlie.
Wensinck rimase per tutta la sua vita fedele alla Chiesa riformata olandese, di cui fece parte fin dal 1917. Poco prima della sua morte nel 1939, scrisse l'opuscolo De Nederlandsch-Hervormde Kerk en de Gemeente van Christus (La Chiesa olandese riformata e la Chiesa di Cristo), in cui espose le sue idee sulla liturgia.
Wensinck visse una tranquilla vita da studioso, allietata dal suo amore per la musica. Nella cerchia dei suoi colleghi Wensinck godette sempre di grande stima e reputazione.

## Opere
Wensinck s'interessò costantemente di filologia semitica e di misticismo, sia cristiano sia islamico. Portò a compimento numerose traduzioni dal siriaco e nel 1919 completò il Kethabha dhe-Jauna (il "Libro della Colomba") di Bar-Hebraeus, mentre nel 1923 scrisse i Mystische Traktate, trattati mistici di Isacco di Ninive. 
Altri suoi lavori riguardarono al-Ghazālīi, il più importante mistico persiano dell'XI secolo, e nel 1930 pubblicò Oostersche mystiek: christelijke en mohammedaansche (Panoramica del misticismo orientale: cristiani e musulmani).
Nel 1927 Wensinck, raggiunse il suo mentore C. Snouck Hurgronje nel Dipartimento di Lingua araba e siriaca e di Studi Islamici presso l'Università di Leida.
Collaborò dal 193 al 1938 con la The Encyclopaedia of Islam, edita tra gli altri dal suo connazionale Martin Theodor Houtsma. Nel 1927 pubblicò A handbook of early Muhammadan tradition e nel 1932 The Muslim creed.
Nel 1933 invece uscì il primo volume della fondamentale Concordance et indices de la Tradition musulmane, un'opera sulle concordanze dei ʾaḥādīth, completato fino al 1969 da altri volumi, comprensivi delle tradizioni contenute nei Sei libri (al-Kutub al-sitta), i sei principali libri di Sunna.